# Prodotti The Coca-Cola Company
Questa è una lista delle bevande di proprietà della The Coca-Cola Company.

## 0-9
- 100 Plus

## A
- AdeS - Acqua in vendita in Indonesia.
- Alhambra - Acqua in vendita negli USA.
- Ali
- 5 & Alive - Succo di frutta.
- Ambasa - Soft drink venduto in Giappone e Corea.
- American
- Andina Calcio - Succo di frutta venduto in Cile.
- Andina Hi C - Succo di frutta venduto in Cile.
- Andina Nectar - Succo di frutta venduto in Cile.
- Appletiser - Bevanda alla mela.
- Aquabona - Acqua minerale in vendita in Spagna.
- Aquactive - Sport drink in vendita in Spagna.
- Aquana - Sport drink in vendita in Lussemburgo, Belgio e Paesi Bassi.
- Aquapure
- Aquarius - Sport drink.
- Aqvaris
- Aqua Shot - Acqua con additivi.
- Aybal-Kin

## B
- Bacardi Mixers - Bibita prodotta in collaborazione con la Bacardi. Bevanda tropicale in vendita negli USA e in Spagna.
- Bacardi Premium Mixers
- Bankia - Acqua minerale in vendita in Bulgaria.
- Barq's - Birra.
- Barq's Floatz
- Beat - Cedrata in vendita in Messico.
- Beverly - Drink per aperitivi.
- Bibo - Bevanda a base di frutta in vendita in Turchia, Sudafrica, Mozambico e Canada.
- Big Crush
- Big Tai
- Bimbo
- Bimbo Break
- Bird's Nest
- Bistra
- Bistrone - Bibita di mais in vendita in Giappone.
- Bjäre Julmust - Julmust in vendita in Svezia.
- Black Cherry Vanilla Coca-Cola
- BlackFire
- Boco
- Bom Bit Maesil
- BonAqua BonActive - Sport drink a base di frutta in vendita in Hong Kong e Macao.
- BonAqua - Acqua frizzante o non frizzante venduta in alcune parti di Europa, Asia, Africa e Sud America. Rinominata Aquabona in Spagna.
- BPM Energy - Energy drink in vendita in Irlanda.
- Bright And Early
- Bubbly
- Burn - Energy drink venduto in Europa. Conosciuto in Giappone come "Buzz".

## C
- Cafe Zu - Caffè con ginseng venduto in Thailandia.
- Caffeine Free Barq's
- Caffeine Free Coca-Cola
- Caffeine Free Coke II
- Caffeine Free Diet Coke/Coca-Cola light
- Caffeine free diet Inca Kola
- Cal King - Yogurt drink venduto in Giappone.
- Calypso[1]
- Canada Dry - Bevanda analcolica al gusto di frutta disponibile in parti del Sud-America, dell'Asia, dell'Europa e, ovviamente, in Canada.[2]
- Canning's - Bevanda analcolica al gusto di frutta disponibile in Trinidad & Tobago.[2]
- Cappy - Succo disponibile in alcune parti d'Europa.[2]
- Caprice[1]
- Carioca[1]
- Carver's[1]
- Cepita - Succo disponibile in Argentina.[2]
- Chaho[3]
- Chañi - Bevanda analcolica al gusto di frutta disponibile in alcune parti dell'Argentina. [senza fonte]
- Charrua[1]
- Chaudfontaine - Acqua in bottiglia disponibile in Belgio.[3]
- Cheers - Bevanda analcolica al gusto di frutta disponibile nelle Filippine.[2]
- Cherry Coke
- Chinotto[1]
- Chinotto light[1]
- Chippewa[4]
- Chivalry - Bevanda gassata alla frutta in vendita in Cina.[5]
- Ciel - Acqua minerale purificata disponibile in Angola, Messico e Marocco.[2]
- Ciel Aquarius - Acqua aromatizzata in vendita in Messico.[2]
- Citra - poi Fanta Citrus. Bevanda analcolica al gusto di pompelmo.
- Club[1]
- Coca-Cola
- Coca-Cola Orange
- Coca-Cola BlāK
- Coca-Cola Black Cherry Vanilla
- Coca-Cola C2
- Coca-Cola Citra
- Coca-Cola Light
- Coca-Cola Lemon - Distribuita come alternativa commerciale della concorrente Pepsi Twist Limone.
- Coca-Cola Lemon Light
- Coca-Cola Lemon Zero zucchero
- Coca-Cola with Lime
- Coca-Cola with Raspberry
- Coca-Cola Zero
- Cocoteen[1]
- Coke II
- Cresta[1]
- Cristal - Acqua minerale
- Crush - Bevanda analcolica al gusto d'arancia (non venduta negli USA, in Canada, in Messico, in Australia e nella maggior parte d'Europa)
- Cumberland Gap[4]
- Crystal[1]

## D
- Daizu no Susume - Bevanda analcolica a base di soia al gusto di pompelmo, disponibile in Giappone[6]
- DANNON (sotto licenza)
- Dasani - Acqua minerale.
- Dasani Flavors
- Dasani Nutriwater
- Deep River Rock - Acqua minerale disponibile in Irlanda.
- Delaware Punch - Bevanda analcolica al sapore di frutta.
- DESCA[4]
- Diet A&W (sotto licenza)
- Diet Andina Frut/Andina Frut light
- Diet Andina Nectar/Andina Nectar light
- Diet Barq's
- Diet Canada Dry
- Diet cherry Coke
- Diet Coke/Coca-Cola light
- Diet Coke Black Cherry Vanilla
- Diet Coke Citra/Coca-Cola light Citra
- Diet Coke Plus
- Diet Coke Sweetened with Splenda
- Diet Coke with Lemon/Coca-Cola light with Lemon
- Diet Coke with Lime/Coca-Cola light with Lime
- Diet Coke with Raspberry
- Diet Crush
- Diet Dr Pepper/Dr Pepper Zero (sotto licenza)
- Diet Fanta/Fanta light/Fanta Zero/Fanta Free
- Diet Freskyta
- Diet INCA KOLA
- Diet Kia Ora
- Diet Krest
- Diet Lift/Lift light
- Diet Lilt/Lilt Zero
- Diet Master Pour
- Diet Mello Yello
- Diet Nestea/Nestea light/Nestea Sin Azúcar
- Diet Oasis
- Diet Quatro/Quatro light
- Diet Schweppes (sotto licenza)
- Diet Seagrams
- Diet Sprite/Sprite light/diet
- Diet Squirt
- Diet Tai/Tai light
- Diet Vanilla Coke
- Disney Hundred Acre Wood
- Disney Mickey's Adventure
- Disney Winnie the Pooh
- Disney Xtreme Coolers
- Dobriy[1]
- Doğazen - Acqua di sorgente, in vendita in Turchia.[7]
- Dorna - Acqua minerale frizzante disponibile in Romania e Moldavia.[8]
- Dr Pepper - bevanda analcolica prodotta da Dr Pepper/Seven Up, Inc. (eccezion fatta per USA, Canada, Messico, Australia e alcune parti d'Europa)[9]
- Drim[4]

## E
- E2 - Energy drink disponibile in Nuova Zelanda.[3]
- Earth & Sky[1]
- Eight O'Clock - Succo di frutta in vendita nelle Filippine.[2]
- Eight O'Clock Funchum
- El Rayek[1]
- Escuis[1]
- Escuis light
- Eva Water[1]

## F
- Fanta - bevanda analcolica al sapore di frutta (diverse per ogni regione).
- Fanta Kola Inglesa, dal 1997[10]
- Finley[1]
- Fioravanti - Bevanda analcolica al gusto di frutta, in vendita in Ecuador (1878) e in Spagna (2006).
- Five Alive - Miscela di succhi di frutta prodotta da Minute Maid.
- Flavor Rage[1]
- Floatz[4]
- Fontana[1]
- Fraser & Neave[4]
- Freezits[4]
- Fresca - Bevanda analcolica dietetica al gusto di pompelmo.
- Frescolita[1] - Cola venezuelana con un sapore simile a quello della cream soda americana. Usata spesso come ingrediente per la produzione di torte nel Venezuela occidentale.
- Freskyta[1]
- Fresquinha[1]
- Fress - Introdotta per la prima volta in Giappone nel 2004.[3]
- Frestea (sotto licenza)[1]
- Frisco - Bevanda gassata al sapore di frutta, disponibile in Finlandia e Lituania.[2]
- Frucci[4]
- Frugos[1]
- Frugos Fresh[1]
- Fruita - In vendita in Australia Meridionale[11]
- Fruitia[1]
- Fruitlabo[4]
- Fruitopia - Bevanda analcolica non gassata.
- Fruitopia Freeze
- Fruitopia Tea
- Fruktime[1]
- Frutina[1]
- Frutonic[1]
- Full Throttle - Energy drink al sapore di agrumi, disponibile solo negli Stati Uniti e in Canada.
- Fuzetea

## G
- Genki No Moto
- Georgia - Bevanda al caffè venduta in Giappone e negli Stati Uniti presso i supermercati giapponesi.
- Georgia Club - Bevanda al caffè disponibile in Singapore, Giappone ed India.[3]
- Georgia Gold
- Gini
- Gold Spot
- Golden Crush
- Groovy
- Guarana Jesus

## H
- Hajime - Tè verde disponibile in Giappone.[2]
- H2OK
- Happy Valley
- Haru no Mint Shukan
- Harp Lager
- Hawai - Succo di frutta tropicale disponibile in Marocco e Spagna (2006).[12]
- Healthworks
- Hero
- Hi-C - Marca di succhi e tè.
- Hi Spot
- Hit - Bevanda gassata al gusto di frutta disponibile in Venezuela.[2]
- Hot Point
- Horizon
- Huang - Tè disponibile in Giappone.[3]

## I
- Ice Cold Mix
- Ice Dew - Acqua minerale disponibile in Cina.[2]
- Ice Mountain - Acqua minerale disponibile in Singapore.[3]
- Ikon
- Inca Kola
- Ipsei
- Izvorul Alb

## J
- Jaz Cola - Cola specificatamente prodotta per i consumatori che vivono alle isole Visayas nelle Filippine.[2]
- Jet Tonic
- Jinmeile
- Jolly Juice
- Joy
- Joya - Flavor sodas - Soda al gusto di frutta, disponibile in alcune città messicane.
- Jozuni Yasai
- Jurassic Well
- Just Juice
- Juta

## K
- Kapo - Disponibile in Cile[13] e Brasile.
- Kapo Axion
- Kapo Super Power
- Keri Orange Juice
- Kia Ora
- Kidsfruitz
- Kilimanjaro
- Kin - Acqua minerale in vendita in Argentina.[3]
- Kin light
- Kinley - Acqua tonica.
- Kiwi Blue - Acqua minerale disponibile in Nuova Zelanda.[2]
- KMX - Un energy drink multidimensionale disponibile in Portorico e negli Stati Uniti.[2]
- Kochakaden - Tè aromatizzato disponibile in Giappone.[2]
- Koumi Soukai
- Krest
- Kropla Beskidu
- Kuat - Bevanda analcolica al gusto di guaraná, disponibile in Brasile.
- Kuat light
- Kuli
- Kyun

## L
- Leed
- Lilia- Acqua minerale italiana prodotta nello stabilimento di Rionero in Vulture assieme alla Sveva e alla Toka
- Lift - Succo di frutta.
- Lift plus
- Lift Plus light
- Lilt
- Limca
- Limelite
- Limonade
- Linnuse
- Lion
- Love Body - Bevanda dietetica al tè oolong rossolo, disponibile in Giappone.[2]
- Lemon & Paeroa (L&P) - Distribuito solo in Nuova Zelanda.

## M
- Maaza - Succo di frutta disponibile in Bangladesh e in India.[2]
- Mad River
- Magnolia
- Magnolia Funch
- Magnolia Zip
- Malvern
- Manzana Lift
- Manzana Mia
- Mare Rosso - Bevanda analcolica amara disponibile in Spagna.[2]
- Marocha Chaba no Ko - Tè verde in vendita in Giappone.[2]
- Master Chill
- Master Pour
- Mazoe
- Meijin
- Mello
- Mello Yello - Soda al gusto di agrumi.
- Mer
- Mezzo Mix
- Miami
- Mickey & Friends - Succo di frutta disponibile in Giappone.[3]
- Mickey Mouse
- Migoro-Nomigoro
- Milo
- Minaqua
- Minute Maid - Marca di succhi di frutta e di soda che contiene quantità di succo.
- Minute Maid Deli
- Minute Maid Juice To Go
- Minute Maid Soft Drink
- Mireille
- Mone
- Monsoon
- Montefiore
- Mori No Mizudayori - Acqua minerale in vendita in Giappone.[3]
- Morning Deli - Succo di frutta disponibile in Giappone.[3]
- Mother (100% Natural Energy) - Energy drink in lattina, in vendita in Australia dalla fine del 2006.
- Mount Franklin
- Moyase
- Mr. Pibb
- Multiva - Acqua minerale disponibile in Polonia.[3]
- Multivita

## N
- Nada
- Nagomi
- Nalu - Bevanda analcolica e ipocalorica al sapore di mango, venduta in Belgio, Lussemburgo e Paesi Bassi.[2]
- Namthip
- Nanairo Acha
- Nativa
- Naturaqua
- Nature's Own
- Nectar Andina
- Nectarin
- Nevada
- Neverfail - Acqua in bottiglia venduta in Australia.[3]
- New Vegitabeta
- New Coke
- Nordic Mist
- Northern Neck
- NOS Energy Drink
- Nusta

## O
- Oasis - Succo di frutta disponibile in Francia, Regno Unito, Irlanda, Malta e Italia.[2]
- Odwalla - Succo di frutta venduto negli Stati Uniti.[2]
- Old Colony
- Olimpija
- OK Soda
- Orchy
- Oyu

## P
- Paani
- Pacific Orchard
- Pampa
- Pams
- Parle
- Pearona
- Peats Ridge Springs
- Pepe Rico
- Pibb Xtra - Bevanda analcolica (negli Stati Uniti è un prodotto Coca-Cola)
- Pibb Xtra Zero - Bevanda analcolica ipocalorica.
- Piko
- Pilskalna
- Planet Java
- Play
- Pocarrot
- Pocket Dr.
- Poiana Negri - Acqua frizzante in vendita in Romania.[8]
- Poms - Bevanda analcolica al gusto di mele acerbe, disponibile nel Maghreb.
- Ponkana - Succo di frutta disponibile nelle Filippine.[2]
- Pop Cola
- Portello
- Powerade - Sport drink.
- Powerade alive
- Powerade light
- Powerade Option
- Powerplay
- Pulp Ananas
- Pump - Acqua minerale disponibile in Australia, Nuova Zelanda e Isole Fiji.[3]

## Q
- Qoo - Bevanda non gassata.
- Quatro - Bevanda analcolica al sapore di pompelmo e limone, in vendita in Argentina, Cile, Colombia ed Uruguay.[2]
- Quwat Jabal

## R
- Ramblin' Root Beer
- Raspberry Coke
- Real Gold - Energy drink disponibile in Giappone.[3]
- Red Flash
- Red Lion
- Refresh Tea
- Relentless
- Rich
- Richy
- Rimzim
- Rio Gold
- Ripe N Ready
- Risco
- Riwa
- Robinson Brothers
- Rockstar - Energy drink (sola distribuzione).
- Rosa - Acqua minerale naturale e frizzante disponibile in Serbia.
- Rosalta
- Roses
- Royal Tru
- Royal Tru light

## S
- Safaa
- Safety First
- Safia
- Samantha
- Samurai - Energy drink disponibile in Vietnam.[2]
- San Luis - Acqua minerale disponibile in Perù.
- San Sao
- Santiba - Soda e ginger ale disponibili negli Stati Uniti negli anni Settanta.[3]
- Santolin
- Sarsi
- Saryusaisai - Tè disponibile in Giappone.[14]
- Scorpion - Energy drink in vendita in Giappone.[3]
- Seagrams - Bevanda analcolica disponibile in Messico, Norvegia, Svezia, Trinidad e Tobago, Isole Vergini Statunitensi e gli Stati Uniti.[2]
- Seasons
- Seltz
- Sensation
- Sensun
- Senzao - Bevanda gassata al sapore di guaraná in vendita in Messico.[2]
- Shichifukuzen
- Shizen Plus - Tè verde con estratti di erbe naturali complementari, disponibile in Thailandia.[2]
- Shock
- Signature
- Sim
- Simba
- Simply Apple
- Simply Lemonade
- Simply Limeade
- Simply Orange - Succo di frutta pastorizzato disponibile negli Stati Uniti.[2]
- Sintonia
- Slap
- Smart - Bevanda analcolica gassata disponibile in Cina e negli Stati Uniti.[2]
- Sobo
- Sodafruit Caprice Oranges
- Sokenbicha - Tè verde miscelato disponibile in Giappone.[2]
- Solo
- Sonfil
- Soonsoo 100
- Southern Sun
- Sparkle
- Sparkletts
- Sparletta - Soda alla crema disponibile in Sudafrica.[3]
- Sparletta Iron Brew - Disponibile in Sudafrica.[3]
- Splash - Bevanda analcolica disponibile dal 1995 nella comunità autonoma dell'Andalusia, in Spagna.[15]
- Splice
- Sport Cola
- Sport Plus
- Spring! by Dannon - Acqua minerale di sorgente disponibile negli Stati Uniti.[2]
- Spring! by Dannon Fluoride to Go - Acqua di sorgente fluorizzata disponibile negli Stati Uniti.[2]
- Sprite - Bevanda analcolica al gusto di limone.
- Sprite 3G
- Sprite Ice
- Sprite Remix
- Sprite Light
- Sprite Zero
- Spur
- Squirtc
- Stoney Ginger Beer
- Stella Artois
- Sugar Free Full Throttle
- Sun Valley
- Sundrop
- Sunfill - Succo di frutta disponibile in alcune regioni di Asia, Africa, Europa e Stati Uniti.[2]
- Sunfilled & Fruit Tree
- Supa
- Superkools
- Superpac
- Surge - Soda al gusto di agrumi (non più in produzione).
- Sveva - Acqua Minerale prodotta assieme alla Lilia e alla Toka nello stabilimento di Rionero in Vulture
- Sweecha
- Swerve - Bevanda a base di latte al cioccolato.

## T
- TaB - La prima cola dietetica, addolcita con saccarina.
- Tab Energy
- Tab x-tra
- TADAS
- Tahitian Treat
- Tai
- Tarumi
- Tavern
- The Tea for Dining
- Tea World Collection
- Ten Ren - Tè disponibile in Taiwan.[3]
- The Wellness
- Thextons
- Thums Up
- Tian Tey - Tè disponibile in Belgio.[3]
- Tian Yu Di/Heaven and Earth - Tè e acqua minerale disponibili in Hong Kong, Isole Marianne e Singapore.[2]
- Tiky - Bevanda analcolica al sapore di ananas, disponibile in Guatemala.[2]
- Toka - Acqua Minerale prodotta assieme alla Lilia e alla Sveva nello stabilimento di Rionero in Vulture
- Top
- Toppur - Acqua frizzante aromatizzata e no, disponibile in Islanda.[2]
- Top's
- Tropical
- Tuborg Squash
- Turkuaz - Acqua minerale in vendita in Turchia.

## U
- Urge
- Urun

## V
- Valpre - Acqua minerale disponibile in Sudafrica.[3]
- Valser - Acqua minerale (aromatizzata e no) in vendita in Germania, Svizzera e Russia.[2]
- Vanilla Coke
- Vault - Ibrido di un energy drink e di una soda al gusto di agrumi.
- Vault Zero
- Vegitabeta
- Vica
- Vita - Succo al sapore d'arancia disponibile in Zambia.[2]
- Vital - Acqua minerale in vendita in Cile.[13]
- Vital O
- Vitingo
- Viva! - Acqua minerale naturale disponibile nelle Filippine.[2]
- Von Dutch - Energy drink (solo distribuzione)

## W
- Water Salad [16]
- Wilkin's - Acqua filtrata da bere, disponibile nelle Filippine.[2]
- Wink
- Winnie the Pooh Junior Juice

## Y
- Yang Guang
- Yang Guang Juicy T
- Youki
- Yumi